# 马塞 (芒什省)
马塞（法語：Macey，法語發音：[masɛ]）是法国芒什省的一个旧市镇，属于阿夫朗什区。2016年，马塞与市镇韦塞、蓬托尔松合并为新的蓬托尔松。

## 地理
马塞（48°33'42"N, 1°26'9"W）面积5.87 平方千米，位于法国诺曼底大区芒什省，该省份为法国西北部沿海省份，西、北、东北三面环大西洋，东起顺时针与卡爾瓦多斯省、奧恩省、马耶讷省和伊勒-维莱讷省接壤。
与马塞接壤的市镇（或旧市镇、城区）包括：塔尼、拉克鲁瓦阿夫朗尚、蓬托尔松、塞尔翁、韦尔贡塞、韦塞。

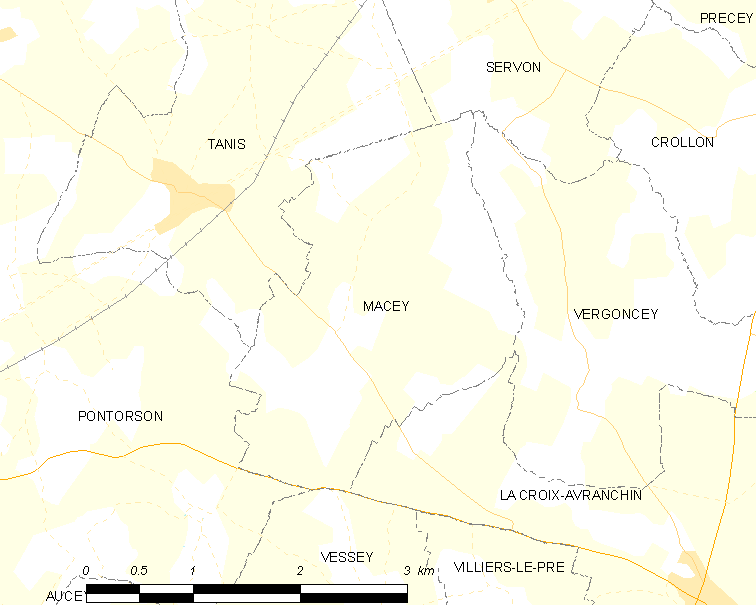
的OSM定位图

马塞的时区为UTC+01:00、UTC+02:00（夏令时）。

## 行政
马塞的邮政编码为50170，INSEE市镇编码为50284。

## 政治
马塞所属的省级选区为蓬托尔松县。

## 人口

1962-2008年间人口变化图示

马塞于2018年1月1日时的人口数量为108人。